# Medaliści mistrzostw Polski seniorów w biegu na 50 kilometrów
Medaliści mistrzostw Polski seniorów w biegu na 50 kilometrów – zdobywcy medali seniorskich mistrzostw Polski w konkurencji biegu na 50 kilometrów.
Bieg na 50 kilometrów mężczyzn w randze mistrzostw Polski rozgrywany jest od 2022 roku.

## Medaliści
| Mistrzostwa  | 1. miejsce                                      | Rezultat | 2. miejsce                             | Rezultat | 3. miejsce                                  | Rezultat |
| Chorzów 2022 | Jacek Sobas AZS KU Politechniki Opolskiej Opole | 3:15:24  | Filip Jańczak Orkan Środa Wielkopolska | 3:17:46  | Damian Falandysz UKS Kapry-armexim Pruszków | 3:19:53  |

## Klasyfikacja medalowa
W historii mistrzostw Polski seniorów na podium tej imprezy stanęło w sumie 3 zawodników.
| Lp. | Zawodnik         | Złoto | Srebro | Brąz | Razem |
| 1.  | Jacek Sobas      | 1     | 0      | 0    | 1     |
| 2.  | Filip Jańczak    | 0     | 1      | 0    | 1     |
| 3.  | Damian Falandysz | 0     | 0      | 1    | 1     |